# Masquerade (SADSの曲)
『Masquerade』 (マスカレード) は、日本のロックバンド、SADSの9枚目のシングル。

## 概要
- テレビ朝日系『内村プロデュース』エンディングテーマ曲。
- 初回プレスはステッカー付。

## 収録曲
| 全作詞: 清春、全編曲: SADS。 |                                        |      |                          |      |
| #                            | タイトル                               | 作詞 | 作曲                     | 時間 |
| 1.                           | 「Masquerade」                         | 清春 | 清春                     | 5:53 |
| 2.                           | 「楽園」                               | 清春 | 清春 小林勝 坂下たけとも | 6:47 |
| 3.                           | 「EVERYTHING (FULL ACOUSTIC VERSION)」 | 清春 | 清春                     | 5:53 |